# Distrikt Pebas
Der Distrikt Pebas liegt in der Provinz Mariscal Ramón Castilla der Region Loreto in Nordost-Peru. Der am 7. Februar 1866 gegründete Distrikt hat eine Fläche von 11.232 km². Beim Zensus 2017 wurden 12.694 Einwohner gezählt. Im Jahr 1993 lag die Einwohnerzahl bei 12.590, im Jahr 2007 bei 13.624. Verwaltungssitz ist die 101 m hoch am Nordufer des Amazonas gelegene Kleinstadt Pebas mit 4039 Einwohnern (Stand 2017). Pebas liegt 160 km westnordwestlich der Provinzhauptstadt Caballococha sowie 160 km ostnordöstlich der Regionshauptstadt Iquitos.
Im Distriktgebiet leben die indigenen Völker Peba-Yagua, Huitoto und Tucano.

## Geographische Lage
Pebas liegt im peruanischen Amazonasgebiet im Nordwesten der Provinz Mariscal Ramón Castilla. Der Amazonas durchquert den Distrikt in östlicher Richtung. Der Norden wird vom Río Ampiyacu, der Nordosten vom Río Shishita, der Südwesten vom Río Matahuayo und der Südosten vom Río Cochiquinas entwässert. Das Areal besteht überwiegend aus tropischem Regenwald.
Der Distrikt Pebas grenzt im Westen an den Distrikt Las Amazonas (Provinz Maynas), im Norden an die Distrikte Putumayo und Yaguas (Provinz Putumayo), im Osten an den Distrikt San Pablo sowie im Süden an den Distrikt Yavarí.